# Spudpaal

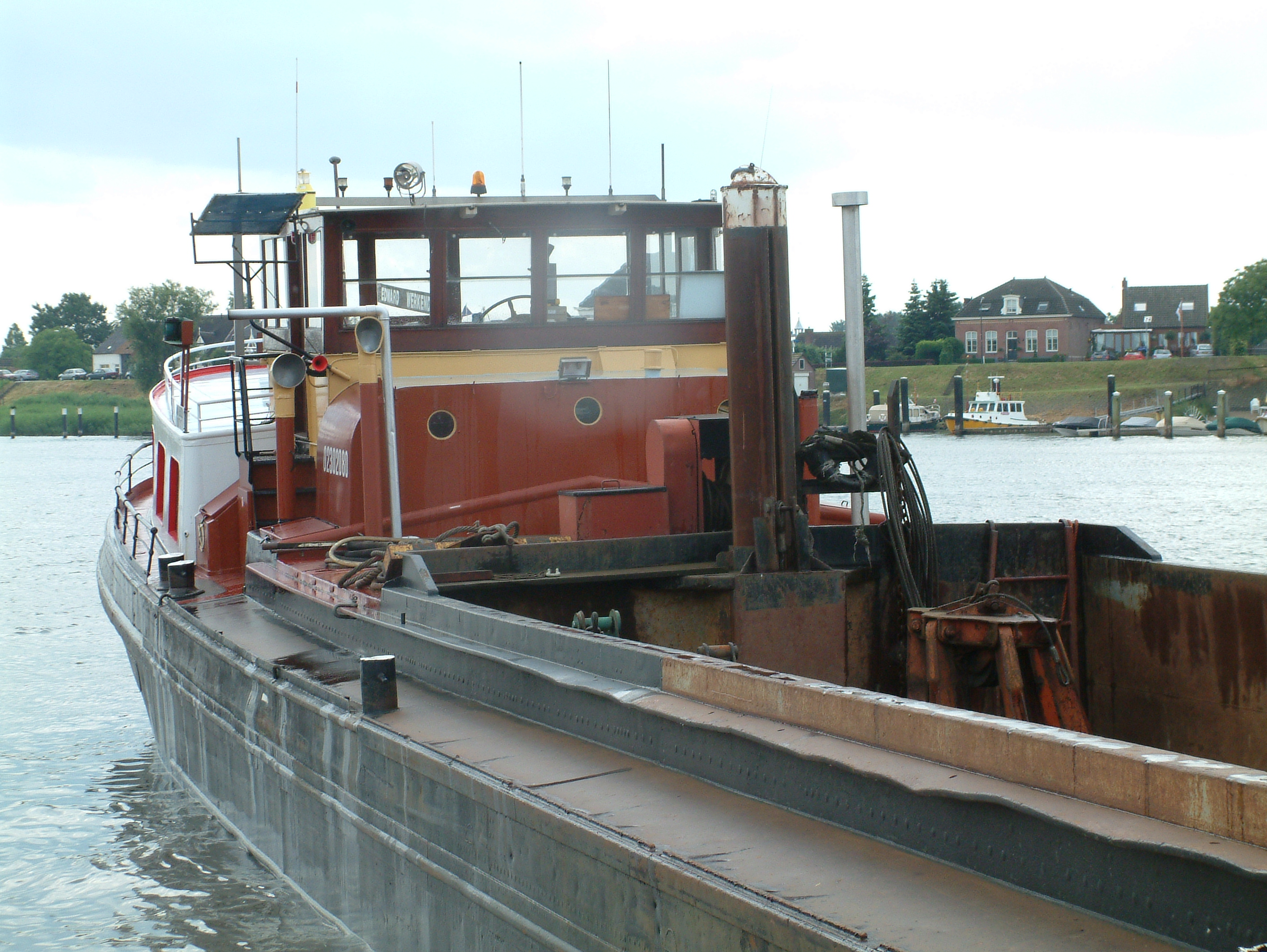
Klassieke spudpaal achterschip

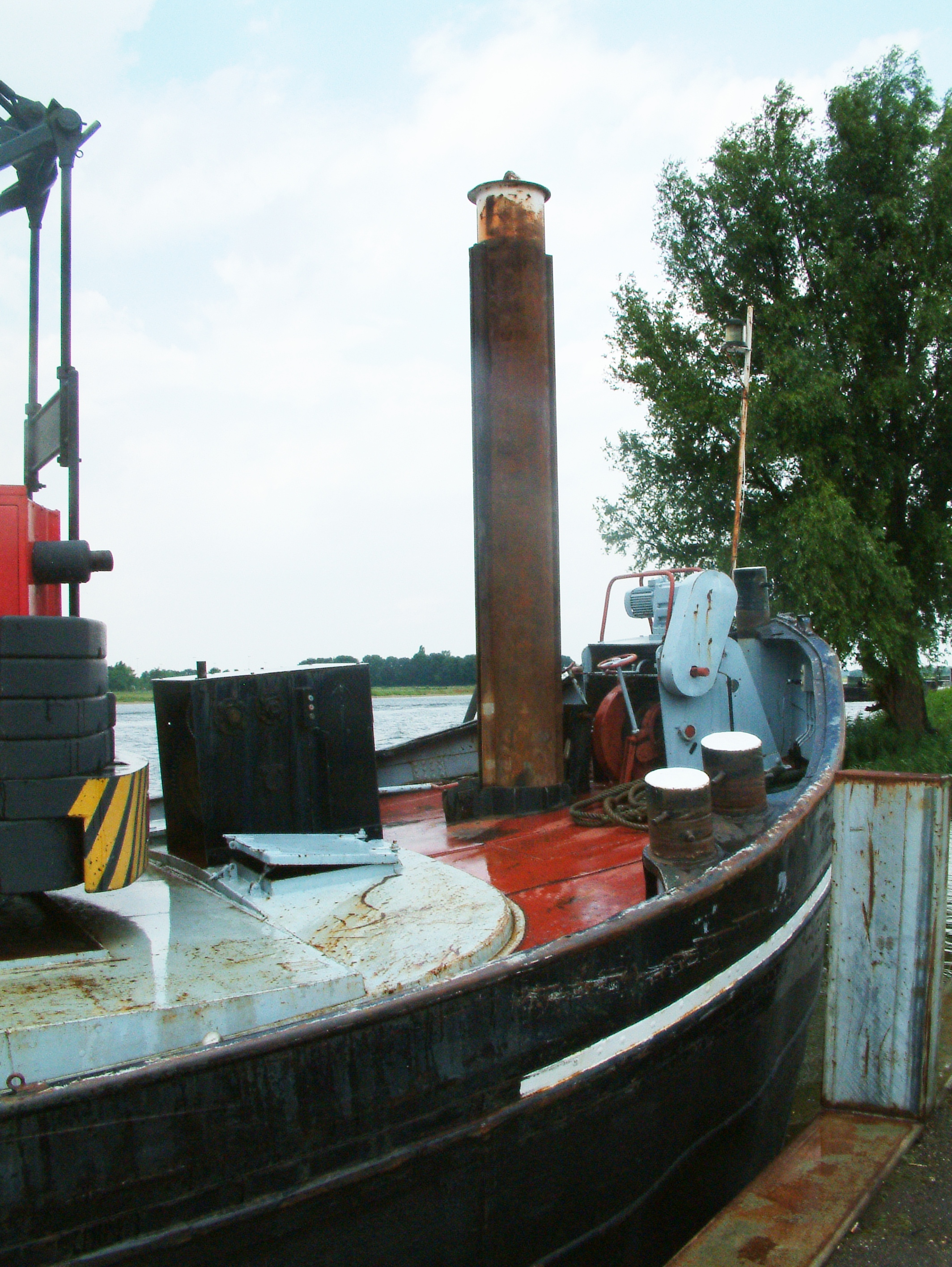
Klassieke spudpaal voorschip

Een spudpaal (ook wel spud, sputpaal, zwaaipaal, spijker of ankerpaal) is een stalen (of soms houten) paal, die door of langs het schip loopt, op en neer gehaald kan worden en waarmee een schip zich op de bodem van het vaarwater vast kan zetten. Het woord spudpaal is waarschijnlijk ontleend aan het Engelse woord spud, dat onder meer de betekenis van smalle spade of boren heeft. Het voordeel van het gebruik van spudpalen is, dat een schip zelf een ligplaats kan kiezen en niet afhankelijk is van een loswal of kademuur en ook geen remmingwerk nodig heeft. Het effect van krabben, zoals bij het gebruik van een anker, komt bij spudpalen niet voor, net zomin als gieren.
Spudpalen mogen in formele zin alleen gebruikt worden op als zodanig aangemerkte ankerplaatsen (juridisch staat het gebruik van spudpalen gelijk aan ankeren), dan wel op plaatsen waar expliciet toestemming is of wordt gegeven voor het gebruik. Praktische voorwaarde voor het gebruik van spudpalen is dat het water ter plaatse niet dieper is dan de werkende lengte van de spudpaal, oftewel de steekdiepte.
Klassieke enkelvoudige spudpalen worden zowel gebruikt bij kraanschepen die exact op locatie moeten kunnen laden of lossen, alsook bij cutterzuigers. In de binnenvaart worden nauwelijks nog nieuwe schepen afgeleverd zonder spudpalen. Die spudpalen worden tegenwoordig vaak als telescopische constructie uitgevoerd. Deze systemen kunnen zich vaak automatisch aan de wisselende waterstand aanpassen. Ook in de pleziervaart komt het gebruik van (telescopische) spudpalen steeds meer voor. Dat is mogelijk doordat de hedendaagse systemen steeds compacter worden. Er zijn slechts enkele bedrijven gespecialiseerd in spudpaalsystemen. 
In de zeevaart is het gebruik van spudpalen zeldzaam door de grote diepte van deze waterwegen.

## (Telescopische) spudpalen binnen het varend erfgoed

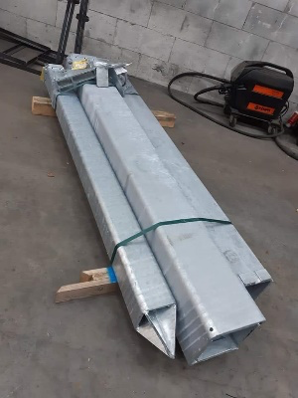
Een set telescopische spudpalen

Zoals eerder in het artikel beschreven komt de inbouw van telescopische spudpalen in de pleziervaart steeds vaker voor, en met name bij schepen die behoren tot de categorie varend erfgoed. Dit zijn vaak schepen van formaat waar spudpalen het varen erg vergemakkelijken. Voor deze scheepseigenaren is het aanzicht van hun schip echter erg belangrijk - iets wat in de waterbouw veel minder uitmaakt. Vooral voor deze schepen zijn  telescopische spudpalen  een uitkomst omdat deze vaak subtiel of compleet onzichtbaar kunnen worden ingebouwd.